# Credința părinților noștri
Credința părinților noștri (titlu original Faith of Our Fathers) este o povestire science fiction scrisă de Philip K. Dick, publicată pentru prima dată în antologia Viziuni periculoase (1967).
Povestea prezintă o viziune îngrozitoare a unui zeu care devorează totul și este amoral, fiind o descriere dură a disperării religioase care prefigurează crizele ulterioare de credință și căderile mentale ale lui Dick.

## Intriga
Protagonistul, Tung Chien, este un funcționar vietnamez dintr-un viitor în care comunismul de tip chinezesc a triumfat în întreaga lume. Ateul Partid Comunist conduce cu mână de fier populația menținută docilă cu ajutorul unor droguri halucinogene.
Cu ajutorul unui drog ilegal primit de la un traficant de pe stradă, el vede în apariția televizată a conducătorului Partidului o halucinație oribilă. Ulterior, află că drogul este un anti-halucinogen și că lucrul văzut de el este adevărul despre conducătorul Partidului: sau, cel puțin, unul dintre ele, deoarece oameni diferiți văd oricare dintre cele douăsprezece posibile viziuni ale conducătorului. Unii (printre care Chien) văd o mașină ("Zornăitorul"), alții văd o monstruozitate biologică ("Înfulecătorul"), alții un Tub Cățărător și așa mai departe.
O mișcare reacționară, care se teme că liderul nu e om, pune la cale participarea lui Tung la o petrecere la care va fi prezent acesta. Tung îl întâlnește pe conducător, care pare un om bătrân și ia drogul anti-halucinogen.
Astfel, află că toate viziunile sunt adevărate și, mai mult decât atât, că liderul partidului nu este doar extraterestru, ci o ființă atotputernică, asemeni unui zeu - poate un demiurg, poate chiar Dumnezeu - prădător al tuturor ființelor vii.
„Cei vii muri-vor, cei morți vor învia. Eu ucid ce e viu, salvez ce-a murit. Și îți mai spun așa: există lucruri mai rele decât mine. Dar nu le vei cunoaște fiindcă între timp te voi fi ucis.”
Cunoscând aceste lucruri, Chien reflectează că "O halucinație e îndurătoare. Aș vrea să fi avut una. O vreau înapoi pe a mea." Povestirea se termină cu Chen rănit mortal, viața scurgându-i-se din trup, încercând să revină în starea de halucinație prin intermediul relațiilor intime.
În multe feluri, această povestire prefigurează interesul ulterior al lui Dick pentru gnosticism. Dick spunea despre această povestire:
„"Titlul aparține unui imn vechi. Cu această povestire cred că am reușit să jignesc pe toată lumea, ceea ce părea un lucru bun la vremea aceea, dar pe care l-am regretat ulterior. Cumunism, droguri, sex, Dumnezeu - le-am pus laolaltă și am impresia că atunci când, peste ani, a căzut acoperișul peste mine, povestirea aceasta a fost implicată într-un fel straniu."”